# Calathea steyermarkii
Calathea steyermarkii är en strimbladsväxtart som beskrevs av H.A.Kenn. och Nagata. Calathea steyermarkii ingår i släktet Calathea och familjen strimbladsväxter. Inga underarter finns listade.